# Unverre
Unverre é uma comuna francesa na região administrativa do Centro, no departamento Eure-et-Loir. Estende-se por uma área de 63,88 km². Em 2010 a comuna tinha 1 203 habitantes (densidade: 18,8 hab./km²).